# Tic-tac-toe

Tic-tac-toe là trò chơi bảng 3x3

Tic-tac-toe là một trò chơi bảng phổ biến được viết trên bảng 3x3 9 ô có tối đa hai người chơi. Luật chơi rất đơn giản như sau, một người sử dụng ký hiệu 'O' và người kia sử dụng ký hiệu 'X', thay phiên nhau điền vào các ô bằng ký hiệu của họ. Người chiến thắng là người có thể tạo 3 chuỗi biểu tượng duy nhất đầu tiên, theo chiều ngang, chiều dọc hoặc đường chéo.
Người Việt Nam thường chơi một trò chơi tương tự gọi là cờ ca-rô. Bàn cờ không giới hạn ở 9 ô, có thể vẽ thêm nhiều ô, mở rộng cho đến khi có người đến điểm. Trong số 4 hoặc 5, bạn giành chiến thắng.